# Guerra entomologica
La guerra entomologica o EW (abbreviazione dall'inglese entomological warfare) è un tipo di guerra non convenzionale ove s'impiegano particolari specie di insetti a scopo tattico e strategico. Il concetto esiste da secoli, e diverse nazioni sono state accusate di aver creato programmi appositi per la realizzazione di tattiche di guerra entomologica o di averne fatto uso nel corso di conflitti.

## Descrizione
Con guerra entomologica si intende un particolare sottogenere della guerra biologica, nella quale gli insetti sono usati come arma per attacchi diretti o come vettori per il trasporto di agenti biologici, come peste o colera, sostanze chimiche o radiologiche. In grossa sostanza, l'EW si differenzia in tre categorie: utilizzo degli insetti come mezzo di spargimento di agenti patogeni in specifiche aree, utilizzo degli insetti come vettore per infettare qualsiasi entità vivente (uomini o animali) nell'area di azione, utilizzo dell'insetto a scopo strategico per la rovina di aree agricole o coltivabili. Un altro metodo, il più convenzionale, è quello di usare insetti non infetti, ad esempio api, per attaccare frontalmente il nemico. L'efficacia è inoltre aumentata da un effetto psicologico.

## Storia
L'assedio di Kaffa è sicuramente il primo caso di guerra biologica, in questo caso anche guerra entomologica della storia. Le pulci erano il vettore della peste con cui hanno contagiato la città assediata

## Seconda guerra mondiale

### Italia
In Italia un noto utilizzo della EW si può riscontrare nella seconda Guerra Mondiale, la strategia è stata allagare nuovamente la pianura Pontina (agro pontino) per far ammalare il nemico di malaria con le malattie trasmesse da zanzare e rallentarlo costringendolo ad evitare le zone allagate.

### Francia
L'implicazione della Francia nel perseguimento di programmi di guerra entomologica nel corso della seconda guerra mondiale è noto ai più. Come analizzato dai rivali tedeschi, i tecnici francesi arrivarono a constatare il possibile ingaggio in guerra della dorifora della patata come arma contro le colture della Germania. Nel 1939 furono eseguiti i primi esperimenti volti a verificarne l'efficacia.

### Giappone
Il Giappone fu senza dubbio la nazione che più si avvalse delle proprietà avanzate nel settore entomologico militare per utilizzare insetti a scopo di infezione su masse di popolazione in territorio cinese durante la seconda guerra mondiale attraverso l'apposita Unità 731. Furono utilizzate alcune pulci infettate da peste e colera per infettare quante più persone cinesi possibile nascoste in bombe apposite, sparse via aerea attraverso voli a bassa quota effettuati dall'esercito nipponico.
Secondo alcune stime le persone morte da malattie provocate dall'attacco entomologico in Cina vanno dalle 440.000 alle 500.000.

### Regno Unito
Dopo che lo scienziato inglese J.B.S. Haldane espresse il proprio parere secondo cui il Regno Unito e la Germania fossero nazioni vulnerabili ad azioni di guerra entomologica, nel 1942 gli Stati Uniti inviarono ai propri alleati anglosassoni una spedizione di 15.000 dorifore della patata per studiarle come arma per la guerra.

## Bioterrorismo
Gli insetti possono essere utilizzati per finalità terroristiche, quali possono essere ad esempio :
- l'attacco a un esercito;
- l'attacco a uno o più raccolti e riserve boschive (agroterrorismo);
- l'infezione di animali (con la prospettiva di provocare epidemie) e di persone;
- la conduzione di terrorismo psicologico;

I bersagli strategici di questa categoria di attacchi bioterroristici possono anche essere le reti di trasporto, gli ospedali e le infrastrutture per la sicurezza, e prevederli, prevenirli e contrastarli non è semplice, in ragione della scarsa percezione del rischio entomologico che caratterizza le società e i loro decisori.